# Eparchia irkucka
Eparchia irkucka – jedna z eparchii Rosyjskiego Kościoła Prawosławnego. Jej stolicą jest Irkuck, natomiast obecnym (od 2019) ordynariuszem jest biskup (od 2020 r. metropolita) irkucki i angarski Maksymilian (Klujew). Funkcje katedry eparchii spełnia sobór Ikony Matki Bożej „Znak” w Irkucku.

## Historia
W grudniu 1706 powstał wikariat irkucki w ramach eparchii tobolskiej, w 1727 podniesiony do rangi samodzielnej eparchii dzięki działalności kanonizowanego następnie biskupa Innocentego (Kulczyckiego). W 1731 eparchia znacznie się rozszerzyła terytorialnie, gdy włączono do niej rozległe tereny Jakucji. Obejmowała swym zasięgiem całą Syberię Wschodnią i Rosyjski Daleki Wschód. W 1780 w Irkucku otwarto prawosławne seminarium duchowne. Od 1796 eparchii irkuckiej podlegała rosyjska misja prawosławna na Aleutach i Alasce, zaś jej pierwszy zwierzchnik archimandryta Joazaf (Bołotow) został wyświęcony na biskupa kodiackiego, wikariusza eparchii irkuckiej. Eparchii podlegały również inne misje prowadzone przez Cerkiew rosyjską na terenie Syberii. W grudniu 1840 z eparchii irkuckiej (wówczas największej terytorialnie w Imperium Rosyjskim) wydzielona została jej  najbardziej wschodnia część, tworząc nową eparchię kamczacką, kurylską i aleucką. 28 stycznia 1894 w obrębie eparchii irkuckiej powstał wikariat czycki, który 12 marca tego samego roku stał się eparchią czycką (zlikwidowaną w 1930).
Między 1936 a 1943 zlikwidowano eparchię irkucką. Później reaktywowano ją, włączając do niej także eparchie Rosyjskiego Dalekiego Wschodu. Ponownie uzyskały one samodzielność dopiero po upadku ZSRR. W 1993 reaktywowano eparchię jakucką, a w 1994 – eparchię czycką.
5 października 2011 z eparchii irkuckiej wydzielono kolejne części. Powstały wówczas eparchia bracka i eparchia sajańska. Dzień później, dwie nowe eparchie i stara irkucka stały się częścią nowo powołanej metropolii irkuckiej. Jej pierwszym zwierzchnikiem został ówczesny biskup irkucki i angarski Wadim (Łaziebny).

### Biskupi irkuccy
- Innocenty (Kulczycki), św. Innocenty Irkucki, 1727–1731
- Innocenty (Nerunowicz), 1732–1741
- Sofroniusz (Kristalewski), św. Sofroniusz Irkucki, 1753–1771
- Michał (Mitkiewicz), 1772–1789
- Beniamin (Bagrianski), 1789–1814
- Michał (Burdukow), 1814–1830
- Ireneusz (Nesterowicz), 1830–1831
- Melecjusz (Leontowicz), 1831–1835
- Innocenty (Aleksandrow), 1835–1838
- Nil (Isakowicz), 1838–1853
- Atanazy (Sokołow), 1853–1856
- Euzebiusz (Orlinski), 1856–1860
- Parteniusz (Popow), 1860–1873
- Beniamin (Błagonrawow), 1873–1892
- Tichon (Troicki-Doniebin), 1892–1911
- Serafin (Mieszczeriakow), 1911–1915
- Jan (Smirnow), 1916–1918
- Zosima (Sidorowski), 1918–1920
- Jakub (Piatnicki), 1920
- Anatol (Kamienski), 1920–1922
- Guriasz (Stiepanow), 1924
- Anatol (Kamienski), 1924, ponownie
- Guriasz (Stiepanow), 1924–1926, ponownie
- Herakliusz (Popow), 1926, początkowo samozwańczo
- Euzebiusz (Rożdiestwienski), 1926
- Daniel (Szerstiennikow), 1926–1928
- Warsonofiusz (Łuzin), 1929–1930
- Dionizy (Prozorowski), 1930–1933
- Paweł (Pawłowski), 1933–1937
- Filip (Stawicki), 1943
- Juwenaliusz (Kilin), 1948–1949
- Palladiusz (Szerstiennikow), 1949–1958
- Beniamin (Nowicki), 1958–1973
- Włodzimierz (Kotlarow), 1973–1975
- Serapion (Fadiejew), 1975–1980
- Metody (Niemcow), 1980–1982
- Juwenaliusz (Tarasow), 1982–1984
- Chryzostom (Martiszkin), 1984–1990
- Wadim (Łaziebny), 1990–2019
- Maksymilian (Klujew), od 2019[4]

## Podział administracyjny
Na terenie eparchii działają następujące okręgi (dekanaty):
- irkucki miejski pierwszy
- irkucki miejski drugi
- irkucki rejonowy pierwszy
- irkucki rejonowy drugi
- angarski
- czeremchowski
- usolski
- ust-ordyński
- wiercholeński

## Sobory katedralne eparchii
| Sobór                                         | Dedykacja świątyni           | Zdjęcie | Miejsce położenia                       | Opis                                                                              |
| --------------------------------------------- | ---------------------------- | ------- | --------------------------------------- | --------------------------------------------------------------------------------- |
| Cerkiew Zbawiciela                            | Święte Oblicze Zbawiciela    |         | Irkuck, ul. Suche Batora 2              | Katedra wikariatu metropolii tobolskiej od 1706 do 1746                           |
| Sobór Objawienia Pańskiego                    | Objawienie Pańskie           |         | Irkuck, ul. Niżnaja Nabierieżnaja 2     | Sobór katedralny od 1746 do 1894                                                  |
| Sobór katedralny Kazańskiej Ikony Matki Bożej | Kazańska Ikona Matki Bożej   |         | Irkuck, plac Kirowa                     | Sobór katedralny od 1894 do 1920. Zburzony w 1932                                 |
| Cerkiew Podniesienia Krzyża Pańskiego         | Podwyższenie Krzyża Świętego |         | Irkuck, róg ulic Timiriaziewa i Siedowa | Spełniała funkcje soboru katedralnego w czasach sowieckich: 1929—1936 i 1943—1991 |
| Sobór Ikony Matki Bożej „Znak”                | Bogurodzica Przenajświętsza  |         | Irkuck, ul. Angarska 14                 | Główny sobór katedralny od 1991                                                   |
| Sobór katedralny Świętej Trójcy               | Święta Trójca                |         | Angarsk, ul. Czajkowskiego              | Drugi sobór katedralny od 2006                                                    |